# Saint-Symphorien (Sarthe)
Saint-Symphorien is een gemeente in het Franse departement Sarthe (regio Pays de la Loire) en telt 532 inwoners (2004). De plaats maakt deel uit van het arrondissement Mamers.
Bezienswaardig is het Kasteel van Sourches.

## Geografie
De oppervlakte van Saint-Symphorien bedraagt 22,3 km², de bevolkingsdichtheid is 23,9 inwoners per km².
De onderstaande kaart toont de ligging van Saint-Symphorien (Sarthe) met de belangrijkste infrastructuur en aangrenzende gemeenten.

## Demografie
Onderstaande figuur toont het verloop van het inwonertal (bron: INSEE-tellingen).
1. ↑  Populations de référence 2022.